# 薄刀屻

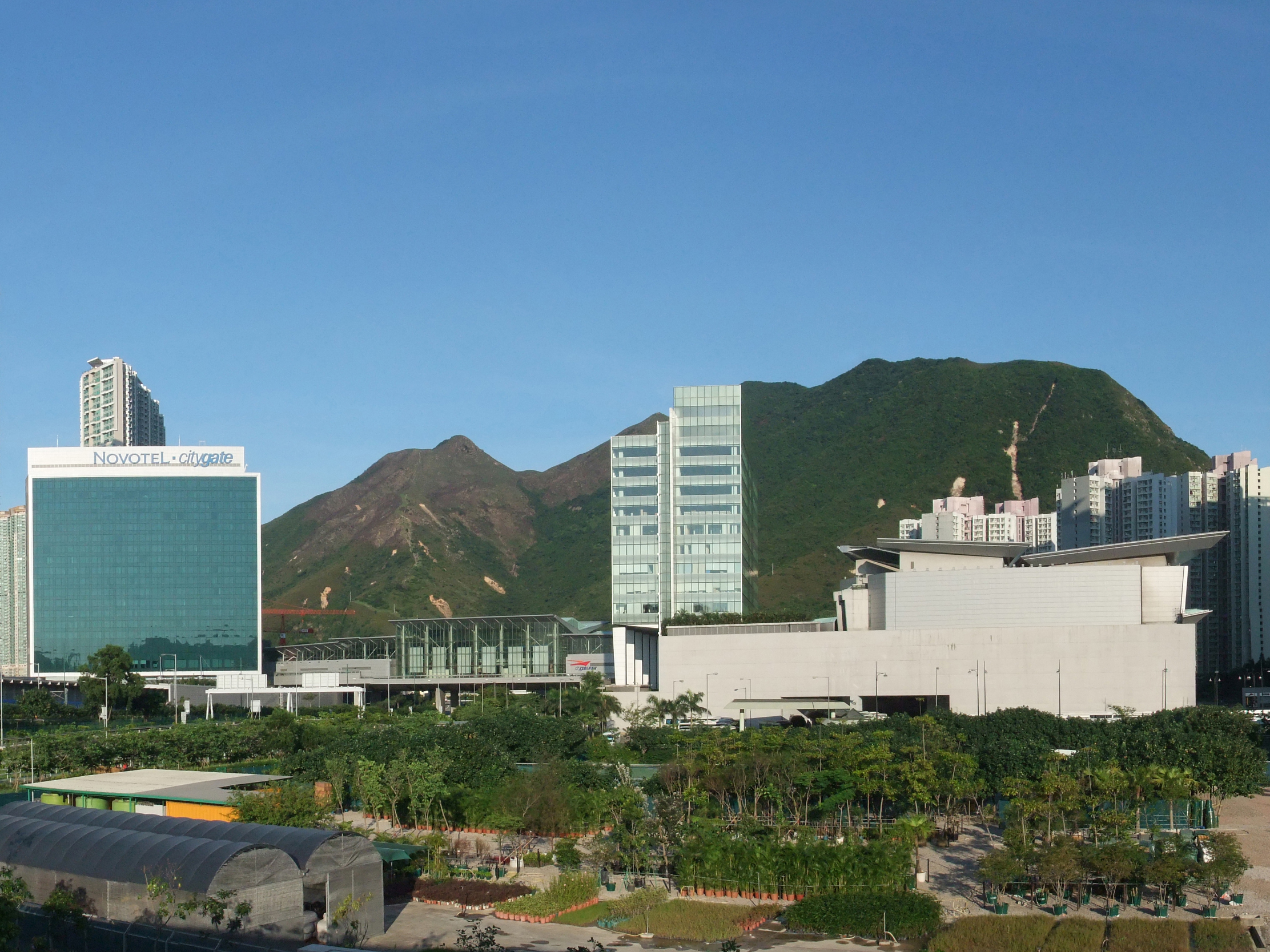
右方為薄刀屻

薄刀屻（英語：Pok To Yan）是香港新界大嶼山一個山峰，位於東涌之東南，海拔529米，其山脊薄如刀刃，因而得名。其東面尚有一個山峰，稱為婆髻山。
薄刀屻及婆髻山同於1994年8月13日被劃定為具特殊科學價值地點，面積76.4公頃，其特色是兩山之間的灌木林擁有不少珍貴植物，包括：
| - 香港細辛 - 福氏臭椿 - 吊鐘 - 香港木蘭 | - 香港大沙葉 - 豬籠草 - 華麗杜鵑 - 華南青皮木 | - 嶺南槭 - 秀柱花 - 冬青屬 - 蘭花 |